# Estepona en Marcha
Estepona en Marcha is een voormalige Spaanse wielerploeg. 
De formatie, die halverwege het seizoen 1997 haar intrede in de wielersport maakte, fungeerde eerst als opvolger van de Deportpublic-Cafés Toscaf-ploeg. In 1998 kreeg de ploeg een nieuwe cosponsor, Brepac Construcciones. Een jaar later verdween Estepona als wielersponsor. De ploeg werd overgenomen door het stadsbestuur van de Spaanse stad Fuenlabrada.

## Bekende renners
- Ángel Castresana (1997)
- Claus Michael Møller (1997)
- Uwe Peschel (1998)
- Manuel Sanromà (1998)
- Andrej Zintsjenko (1997)